# Светско првенство у атлетици у дворани 2016 — троскок за жене
Троскок у женској конкуренцији на Светском првенству у атлетици у дворани 2016. одржан је 19. марта у Орегонском конгресном центру у Портланду (САД).
Титулу освојену у Сопоту 2014, није бранила Јекатерина Конева из Русије због суспензије Русије из међународних такмичења.

## Земље учеснице
Учествовало је 15 такмичарки из 12 земаља.
1. Белорусија (1)
2. Бразил (1)
3. Венецуела (1)
4. Грчка (1)
5. Јамајка (1)
6. Немачка (1)
7. Румунија (2)
8. САД (2)
9. Тринидад и Тобаго (1)
10. Финска (2)
11. Француска (1)
12. Шпанија (1)

## Освајачи медаља
| Јулимар Рохас Венецуела | Кристин Гириш Немачка | Параскеви Папахристу Грчка |

## Рекорди пре почетка Светског првенства 2016.
Стање на 16. март 2016.
| Рекорди пре почетка Светског првенства 2016. | Рекорди пре почетка Светског првенства 2016. | Рекорди пре почетка Светског првенства 2016. | Рекорди пре почетка Светског првенства 2016. | Рекорди пре почетка Светског првенства 2016. |
| -------------------------------------------- | -------------------------------------------- | -------------------------------------------- | -------------------------------------------- | -------------------------------------------- |
| Светски рекорд                               | Татјана Лебедева, Русија                     | 15,36                                        | Будимпешта, Мађарска                         | 6. март 2004.                                |
| Рекорд светских првенстава                   | Татјана Лебедева, Русија                     | 15,36                                        | Будимпешта, Мађарска                         | 6. март 2004.                                |
| Најбољи резултат сезоне                      | Јулимар Рохас, Венецуела                     | 14,69                                        | Мадрид, Шпанија                              | 23. јануар 2016.                             |
| Афрички рекорд                               | Јамиле Алдама, Судан                         | 14,90                                        | Будимпешта, Мађарска                         | 6. март 2004.                                |
| Азијски рекорд                               | Олга Рипакова, Казахстан                     | 15,14                                        | Доха, Катар                                  | 13. март 2010.                               |
| Северноамерички рекорд                       | Јархелис Савињ, Куба                         | 15,05                                        | Валенсија, Шпанија                           | 8. март 2008.                                |
| Јужноамерички рекорд                         | Јулимар Рохас, Венецуела                     | 14,69                                        | Мадрид, Шпанија                              | 23. јанаур 2016.                             |
| Европски рекорд                              | Татјана Лебедева, Русија                     | 15,36                                        | Будимпешта, Мађарска                         | 6. март 2004.                                |
| Океанијски рекорд                            | Никол Младенис, Аустралија                   | 13,31                                        | Москва, Русија                               | 10. март 2006.                               |

### Најбољи резултати у 2016. години
Десет најбољих атлетичарки године у троскоку у дворани пре почетка првенства (16. марта 2016), имале су следећи пласман.
| 1.  | Јулимар Рохас, Венецуела     | 14,69 | 23. јануар  |
| 2.  | Олга Рипакова, Казахстан     | 14,32 | 20. фебруар |
| 2.  | Габријела Петрова, Бугарска  | 14,32 | 27. фебруар |
| 4.  | Кристин Гириш Немачка        | 14,29 | 30. јануар  |
| 5.  | Ирина Васкоускаја Белорусија | 14,23 | 21. фебруар |
| 6.  | Параскеви Папахристу, Грчка  | 14,21 | 20. фебруар |
| 7.  | Кристина Макела Финска       | 14,20 | 6. фебруар  |
| 8.  | Џенин Асани Исоуф Француска  | 14,17 | 27. фебруар |
| 9.  | Rouguy Diallo Француска      | 14,16 | 27. фебруар |
| 10. | Џени Елбе, Немачка           | 14,15 | 27. фебруар |
| 10. | Елена Панцуроју, Румунија    | 14,15 | 5. март     |

Такмичарке чија су имена подебљана учествују на СП 2016.

## Квалификациона норма
| Дворана | Отворено |
| ------- | -------- |
| 14,30 м |          |

## Сатница
| Датум          | Време | Ниво   |
| -------------- | ----- | ------ |
| 19. март 2016. | 13.37 | Финале |

Времена су дата према локалном времену UTC-8.

## Резултати

### Финале
Све финалисткиње су извеле по три скока. 8 најбољих извеле су још два скока а најбоље 4, још и шести,,
| Место | Атлетичарка          | Земља             | ЛР     | ЛРС   | 1.    | 2.    | 3.    | 4.    | 5.    | 6.    | Резултат | Белешка |
| ----- | -------------------- | ----------------- | ------ | ----- | ----- | ----- | ----- | ----- | ----- | ----- | -------- | ------- |
|       | Јулимар Рохас        | Венецуела         | 14,69  | 14,69 | х     | 14,41 | х     | х     | х     | х     | 14,41    |         |
|       | Кристин Гириш        | Немачка           | 14,46  | 14,29 | 13,73 | 14,07 | 13,92 | 14,16 | 14,30 | 14,08 | 14,30    | ЛРС     |
|       | Параскеви Папахристу | Грчка             | 14,47  | 14,21 | х     | 14,15 | х     | х     | х     | х     | 14,15    |         |
| 4.    | Кетурах Орји         | САД               | 14,15о | 14,12 | 14,13 | х     | 14,04 | 14,08 | 13,96 | 14,14 | 14,14    | ЛРС     |
| 5.    | Елена Панцуроју      | Румунија          | 14,15  | 14,15 | 13,96 | х     | 14,02 | 14,11 | 14,11 |       | 14,11    |         |
| 6.    | Кристина Макела      | Финска            | 14,20  | 14,20 | х     | 14,04 | 13,92 | 14,07 | 13,93 |       | 14,07    |         |
| 7.    | Џенин Асани Исоуф    | Француска         | 14,17  | 14,17 | х     | 13,65 | 14,07 | 13,84 | х     |       | 14,07    |         |
| 8.    | Шаника Томас         | Јамајка           | 14,08  |       | 13,73 | 13,46 | 13,95 | 13,85 | 13,94 |       | 13,95    | ЛРС     |
| 9.    | Кејла Коста          | Бразил            | 14,11  |       | 13,66 | 13,94 | х     |       |       |       | 13,94    | ЛРС     |
| 10.   | Кристина Епс         | САД               | 14,05  | 14,05 | 13,68 | х     | х     |       |       |       | 13,68    |         |
| 11.   | Ана Пелетеиро        | Шпанија           | 13,91  | 13,91 | 13,59 | 13,57 | 13,37 |       |       |       | 13,59    |         |
| 12.   | Кармен Тома          | Румунија          | 13,94  | 13,94 | 13,31 | х     | 13,31 |       |       |       | 13,31    |         |
| 13.   | Ирина Васкоускаја    | Белорусија        | 14,23  | 14,23 | 13,28 | 13,19 | 13,07 |       |       |       | 13,28    |         |
| 14.   | Сана Нигард          | Финска            | 13,63  | 13,63 | х     | 13,21 | 13,20 |       |       |       | 13,21    |         |
| 15.   | Ајана Александар     | Тринидад и Тобаго | 13,99  |       | х     | х     | х     |       |       |       | БП       |         |